# 五番町 (上尾市)
五番町（ごばんちょう）は、埼玉県上尾市の町名。現行行政地名は五番町のみ。丁番を持たない単独町名である。住居表示未実施地区。郵便番号は362-0024。
市の統計などでは原市地区で分類されている。区画整理により成立した新しい地名である。

## 地理
埼玉県の中央地域（県央地域）で、上尾市の南東部に位置する。地区の東側は大宮台地上にあり、西側は芝川沿いの低地で、その間は緩やかに傾斜していてその境界は不明瞭である。東側・南側・西側の三方を大字原市と隣接し、北側は大字上尾下と隣接する。西側は芝川やその対岸のさいたま市北区吉野町と隣接しているように見えるが、吉野町との間に南から非常に細長く大字原市が突き出して上尾下と隣接しているためいるため、隣接していない。南側も原市中三丁目と隣接しているように見えるが、新幹線やその側道の用地で細く大字原市が割り込んでいるため、隣接していない。町域の東端をさいたま菖蒲線が通り、町域の南東端を東北・上越新幹線や埼玉新都市交通ニューシャトルが通る。全域が市街化区域（第二種中高層住居専用地域）に指定され、土地区画整理事業が実施されて住宅地域となり、全体的には住宅が立ち並ぶ。以前は大半が耕作地であった。地名は成立前の小字の名前による。

## 歴史
- 1976年（昭和51年）1月31日 - 原市五番土地区画整理事業の完了に伴う換地処分による地番変更を実施。大字原市の一部（字五番耕地の大半）より五番町が成立[9][8][11]。
- 1980年（昭和55年）3月31日 - 相頓寺にある「相頓寺六字名号板石塔婆」が上尾市指定文化財に指定される[12]。
- 1982年（昭和57年）6月23日 - 地内に国鉄東北新幹線が建設され、大宮駅 - 盛岡駅間が開業する。ただし地内に駅はなし。
- 1983年（昭和58年）12月22日 - 埼玉新都市交通ニューシャトルの大宮-羽貫駅間が暫定開業され、地区内に原市駅が開設される[13]。
- 1986年（昭和61年）3月31日 - 相頓寺にある「相頓寺絵馬群」が上尾市指定文化財に指定される[12]。
- 2007年（平成19年）3月28日 - 地内に埼玉県道5号さいたま菖蒲線のバイパスが建設され、開通する[14]。また、それに伴いぐるっとくんのバス停留所も移設された。
- 2012年（平成24年）3月22日 - 相頓寺にある「相頓寺徳本行者六字名号供養塔」が上尾市指定文化財に指定される[12]。

## 世帯数と人口
2019年（平成31年）1月1日現在（上尾市発表）の世帯数と人口は以下の通りである。
| 町丁   | 世帯数  | 人口    |
| ------ | ------- | ------- |
| 五番町 | 617世帯 | 1,367人 |

## 小・中学校の学区
市立小・中学校に通う場合、学区（校区）は以下の通りとなる。
| 町丁   | 番地 | 小学校             | 中学校             |
| ------ | ---- | ------------------ | ------------------ |
| 五番町 | 全域 | 上尾市立原市小学校 | 上尾市立原市中学校 |

## 事業所
2021年（令和3年）現在の経済センサス調査による事業所数と従業員数は以下の通りである。
| 町丁   | 事業所数 | 従業員数 |
| ------ | -------- | -------- |
| 五番町 | 27事業所 | 204人    |

## 交通
地区内に埼玉新都市交通ニューシャトルが通り、原市駅が設置されている。但し上り線ホームは五番町ではなく、大字原市に掛かっている。

### 道路
- 埼玉県道5号さいたま菖蒲線
- 上尾市道50802号（芝川の吉野橋が架かる通り）[17]

### バス
地区内には路線バスが無く、コミュニティバスのみの運行となっている。
上尾市コミュニティバス「ぐるっとくん」
- 原市平塚循環

地区内には「五番町北」、「五番町中」、「五番町南」バス停留所が設置されている。

## 施設
- 相頓寺 - 市指定文化財の「木造阿弥陀如来立像」や「相頓寺三仏」[9]や「相頓寺六字名号板石塔婆」や「相頓寺絵馬群」や「相頓寺徳本行者六字名号供養塔」がある[19]。
- 五番町第一公園（街区公園） - 指定緊急避難場所（地震）に指定[20]。
- 五番町第二公園（街区公園） - 指定緊急避難場所（地震）に指定。

※ 公共下水道五番町ポンプ場は大字原市に所在する。